# 임재혁 (배우)
임재혁(1994년 5월 6일 ~ )은 대한민국의 배우이다. 2022년 넷플릭스 드라마 《지금 우리 학교는》에서 양대수 역으로 잘 알려져 있다.

## 출연 작품

### 드라마
- 《고양이 바텐더》 (2019) - 태준 역
- 《앨리스》 (2020) - 이대진 역
- 《지금 우리 학교는》 (2022) - 양대수 역
- 《정신병동에도 아침이 와요》 (2023) - 공철우 역
- 《남과 여》 (2023) - 오민혁 역
- 《마녀》 (2025) - 김중혁 역

## 수상
- 2022년 아시아 아티스트 어워즈 배우 부문 아이콘상